# Niewzuczje
Niewzuczje (ros. Невзучье) – wieś (ros. деревня, trb. dieriewnia) w zachodniej Rosji, w osiedlu wiejskim Lubawiczskoje rejonu rudniańskiego w obwodzie smoleńskim.

## Geografia
Miejscowość położona jest w dorzeczu Siertiei, 9,5 km od granicy z Białorusią, 21 km od drogi magistralnej M1 «Białoruś», 3 km od drogi regionalnej 66N-1608 (R120 / Rudnia – Lubawiczi – Wołkowo), 9,5 km od drogi federalnej R120 (Orzeł – Briańsk – Smoleńsk – granica z Białorusią), 7,5 km od najbliższego przystanku kolejowego (462 km), 5,5 km od centrum administracyjnego osiedla wiejskiego (Lubawiczi), 9,5 km od centrum administracyjnego rejonu (Rudnia), 69 km od Smoleńska.

## Demografia
W 2010 r. miejscowość zamieszkiwały 2 osoby.

## Historia
W czasie II wojny światowej od lipca 1941 roku wieś była okupowana przez hitlerowców. Wyzwolenie nastąpiło w październiku 1943 roku.
Uchwałą z dnia 20 grudnia 2018 roku w skład jednostki administracyjnej Lubawiczskoje weszły wszystkie miejscowości (w tym Niewzuczje) zlikwidowanego osiedla wiejskiego Kazimirowskoje.